# 金魯賢
金 魯賢（きん ろけん、英語：Aloysius Jin Luxian、1916年6月 - 2013年4月27日）は、本名を金魯意といい、洗礼名はルイス。カトリック上海教区の協働司教（ローマ教皇庁と中国当局の二重の承認を得ている）である。

## 経歴

### 司祭職
金魯賢は、自らカトリック教会に育てられた孤児であると名乗っているように、幼くして彼の両親はこの世を去っている。
1946年、金魯賢は上海徐家匯のイエズス会神学校を卒業した後、フランス、ドイツのケルン、オーストリアのインスブルック、イタリアのローマ等に赴いて学んだ。1950年にはローマのグレゴリアン大学の神学博士の学位を取得し、1951年に中国に戻った。当時は、上海教区司教、そして蘇州及び南京大司教区を管轄する龔品梅（後に教皇ヨハネ・パウロ2世に枢機卿に挙げられた）に重宝され、徐家匯大神学校（母心神学校）院長、イエズス会イエズス会上海区会長代理、中国イエズス会巡察使代理、海州代牧区代牧代理に任命された。

### 逮捕
1955年9月8日、中国共産党政府はカトリック上海教区に対して鎮圧行動を採り（カトリック教会内部ではこれを『九·八』教難と呼ぶ）、龔品梅司教と金魯賢を含む多数の神父が、同時に反革命の罪名で逮捕されて入獄した。その時に逮捕されたある信者の回想によれば、彼は教皇に忠実なカトリック教徒に対して共産党政府を支持するようにと呼びかけるテープを録音し、それは多くの牢獄で放送されたという。

### 司教職
金魯賢は獄中で18年、また労働収容所で9年を過ごし、北方で翻訳の仕事に従事し、1982年になって釈放された。1985年に張家樹から上海教区の協働司教に聖別され、愛国会の承認を受けたが、教皇の任命と認可を受けなかった。彼と同時に聖別されたのは李思徳である。この頃には、龔品梅司教は終身刑から自宅での10年の軟禁に減刑されていたが、彼はその監視役を務めていた。
1988年、張家樹が世を去り、金魯賢は張家樹の地位を引き継いだ。1989年には信徒はミサ中での教皇のための祈りを戻した。この後、本人の申請により、ローマとの一致を獲得し、これにより教皇庁と北京政府が共に承認する司教となった。但し、地下教会は金魯賢にかなり反感を持ち、彼が単に協働司教であることを強調しているという。
上海教区の司教は中国政府の承認を得ておらず、年中監視下にある地下教会司教范忠良であり、彼は青海省の墓場で30年間死体運びに従事し、2000年に龔品梅を引き継いで、上海教区司教及び南京教区の司教、そして中国カトリック地下司教団団長に就いた。
金協働司教の指導の下、上海教区は中国大陸で最も活発な政府公認教会の教区の一つとなり、公認カトリック教徒の人数は14万人に達した。金司教は上海で率先して修道院を修復し、同時に全国で最も先進的な修道院であった。
その一方で、彼はカトリック教会が反対の立場を取っている産児制限を支持し、2001年にはミネアポリス・スター・トリビューンとのインタビューで、“家族計画が無ければ、中国では人口爆発が起こる。私は堕胎には反対しており、それは子殺しである。（だが）予防策には賛成している”と語った。 
金魯賢は多くの言語を話し、多くのカトリック教会の海外の聖職者、国外の中国への人権と宗教の自由に関心を寄せる人物と会見してきた。陳日君枢機卿、穀寒松神父、アメリカ大統領ビル・クリントン、ドイツ首相アンゲラ・メルケル等である。
2005年6月28日、89歳の金協働司教は徐家匯聖イグナチオカテドラルで42歳の上海教区補佐司教邢文之を聖別した。外部の人間は、邢補佐司教を後継者にしたと評した。カトリック香港教区司教陳日君は、邢文之は前の教皇ヨハネ・パウロ2世が臨終前に任命したので、彼も教皇庁と北京政府が共に承認した司教であると語った。邢補佐司教の聖別式の当日、本来は教皇の任命状を会衆に向けて読み上げる筈であったが、当局の脅しを受けて、この事は最終的に取り止めとなり、人に非常に遺憾の意を起こさせた。邢補佐司教もこれに対して非常に不満を持ち、「私の気質に合わせれば、きっと読んでいただろう。私個人はかまわないが、私達の教会は明日がなければならない…」と語った。邢補佐司教の任命は、中国大陸で最も活発な教区の一つである上海教区の分裂状態を終わらせるだろうという評価もある。
2005年9月、バチカンは金魯賢、李篤安（西安教区大司教）、李鏡峰（鳳翔教区司教）、魏景儀（チチハル教区司教）の4人の中国人司教をローマで開幕するシノドス（世界代表司教会議に参加するよう招待したことを発表した。だが、4人共、行くことは出来なかった。
2007年、上海辞書出版社は『金魯賢文集』の本を出版し、これは1980年代から1990年代の書簡と、彼がローマ教皇庁立グレゴリアン大学で神学の専攻をしていた時の博士論文や、当時の教会が直面していた問題に対する見方や提案も掲載されている。
2009年、彼は自伝『絶處逢生・上』を出版し、彼の若い頃の生活の経歴や、1950年代に帰国してからの様々な遭遇を記載しており、かなりの史料価値を持っている。金魯賢司教は、その本で自分の行為にかなりの多くの主観的な弁護をしており、その真実性は多くの検証を待たなければならない。この本が出版された時には曲折があり、宗教主管当局の厳格な審査に遭い、最終的に出版許可が得られなかった。宗教主管当局局はその身份と地位への重視を示し、友人に送るために少数を印刷した。
金協働司教は上海教区で奉職する間に、多くの文化大革命期間に没収された教会の資産を回収し、教会財產を保護する面で少なからずの貢献をした。近年、中国での不動産市場が次第に上昇するのに伴い、多くの不動産を擁する上海教区はこれにより、中国で最も財政の豊かな教区となり、自給自足出来るばかりではなく、他の教区を援助することも出来るようになった。また、教区は専門的な社会奉仕センターである光啓社会服務中心を設立し、貧苦の中にある教区と個人に援助している。
その反面、金協働司教の聖職者の霊的養成と管理の面は、かなり失望的である。2009年、司祭年に記した書簡で、公認教会の上海教区はこの20年に“司祭叙階を後悔して還俗したのが11人にも登り、教区司祭の8分の1を占める”のを認め、これは“心が痛む数字だ”であるとした。おそらくこれが原因なのか、2009年の下半期に彼は再び邢補佐司教を上海佘山神学校の校長にして、前任の校長である方祖耀神父と交代させ、邢補佐司教の厳格さと信者が尊敬する聖徳を以て神学校を立て直すことを期待した。
1916年に生まれた金協働司教は、90代になっても未だに引退していない。これは、司教は75歳で引退すべきであるという教会法の規定に違反している。批判者は、彼が権力に恋々としており、香港教区の枢機卿である陳日君が、75歳の後に進んで辞職を願ったことと鮮明な対比を成しているという。
それに対し、支持者は彼の国際間かつ中国国内での威光と人望が極めて高く、極めて広大な人脈を持っているとする。複雑で変化の多い中国カトリック教会では、政府との関係及びバチカンとの関係を適切に処理する人物が必要であり、高度な外交手段を持つ金協働司教が在位するのは、教会の発展を進めるのに有利であるとしている。
2010年は、金魯賢の愛国会による司教聖別から25年の銀祝に当たるが、同じく司教25周年を迎えた范忠良司教の健康状態もあり、銀祝に対して上海教区は低調であるとされている。

## 逝去
上海市政府は金魯賢が病気により2013年4月27日に上海一家医院でこの世を去ったと発表した